# Veit von Wolkenstein
Freiherr Veit von Wolkenstein (* um 1450; † zwischen 11. September 1498 und 20. Februar 1499 in Freiburg im Breisgau) war Statthalter in Vorderösterreich und oberster kaiserlicher Feldhauptmann.

## Herkunft
Sein Großvater war der Minnesänger Oswald von Wolkenstein. Seine Eltern waren dessen Sohn Oswald, der Jüngere (1420–1495) und dessen Ehefrau Barbara von Trautson.

## Leben
Als der spätere deutsche Kaiser Maximilian, Erzherzog von Õsterreich, nach dem Tod Karls des Kühnen in die Niederlande zog, um sich mit Maria von Burgund zu vermählen, trat Veit von Wolkenstein in dessen Dienste ein und wurde 1478 während des Burgundischen Erbfolgekriegs (1477–1493), ebenso wie Wolfgang von Polheim, Berater von Kaiser Friedrich III. Am 7. August 1479 kämpfte er in der Schlacht bei Guinegate unter Führung von Philipp von Kleve-Ravenstein und rettete (angeblich) Maximilian das Leben. Von 1481 bis 1484 war er Herr auf Purmerend. Der Erzherzog ernannte ihn zu seinem Rat und Kämmerer und verlieh ihm im Jahr 1484 die Exspektanz auf das Lehen von Schloss Rodeneck in Tirol. Im Jahr 1486 begleitete Veit von Wolkenstein seinen Herrn zur Königswahl nach Frankfurt und zur Krönung nach Aachen. Dort erhielt er von der Hand des Königs den Ritterschlag. 1485 wurde er für die nächsten Jahre der oberste Feldhauptmann und hatte großen Anteil an den militärischen Reformen von Maximilian. Als 1487 in Brügge der Aufstand gegen Maximilian losbrach, wurden Veit von Wolkenstein und Maximilians andere Freunde, Adolf von Nassau, Wolfgang von Polheim und dessen Vetter Martin von Polheim, verhaftet und ins Gefängnis geworfen. Er wurde nach Gent gebracht und freigelassen. Anschließend stellte Veit von Wolkenstein im Reich eine Armee zusammen, um sich an den Rebellen zu rächen. Maximilian sollte freigelassen werden, aber Veit von Wolkenstein und der Graf Rudolf von Anhalt blieben noch einige Zeit als Geiseln in Haft. Aber schon 1490 zog er wieder ins Feld und eroberte an der Spitze einer vom Erzherzog Sigismund gesandten tirolischen Hilfstruppe und mit Unterstützung von Bürgern Saint-Omer. Außerdem wurde er vom Kaiser zum Kämmerer und am 5. Januar 1491 offiziell zum königlichen obersten Feldhauptmann ernannt und als der erste tirolische Edle mit dem Orden vom Goldenen Vließ ausgezeichnet. Maximilian war zu dieser Zeit Herr von Tirol und wurde 1491 Besitzer von Schloss Rodeneck.
Veit von Wolkenstein war auch ein Redner, bereits 1489 sprach er in Frankfurt im Namen des Königs zu den Reichsständen, um Truppen gegen Frankreich und Ungarn zu stellen. Der Krieg gegen Frankreich endete bereits am 22. Juli 1489 mit dem Frieden von Frankfurt; der Krieg gegen Ungarn endete als im April 1490 König Matthias von Ungarn starb. Als sich der französische König Karl VIII. mit Anne de Bretagne verheiratete, kam er erneut zum Bruch mit Österreich. Wieder ist Wolkenstein als Redner zu sehen. Er sprach auf Versammlungen des schwäbischen Bundes und dem im September 1492 auf dem Reichstag in Koblenz. Aber im Jahr darauf starb Kaiser Friedrich III. in Wien. 1493 wurde er Statthalter von Oberösterreich. Auf dem Frankfurter Reichstag von 1495 sprach er sich für den Krieg gegen Frankreich aus und warb für Unterstützung der italienischen Politik des Königs.
Der Kammerrichter Eitel Friedrich wurde von ihm in Namen des Königs zum ersten Präsidenten des Reichskammergerichtes ernannt. Dass Wolkenstein in der Gunst des Königs stand, wurde auch von anderen erkannt, Fürsten wie der Markgraf Albrecht von Brandenburg und Städte wie Frankfurt suchten um seinen Vermittlung bei König nach. Auch als der König in finanzielle Nöte geriet, half Wolkenstein. Dafür erhielt er Herrschaft und Burg Yvano im Valsuganatal als Pfandlehen, geriet aber auch selbst in finanzielle Schwierigkeiten. 1496 befand er sich auf dem schwäbischen Städtetag in Augsburg, ohne dort in den Vordergrund zu treten. Er war 1798 auch auf dem Reichstag in Freiburg, wo er anschließend zwischen dem 11. September 1498 und 20. Januar 1499 starb. Er wurde im Chor des Münsters in Freiburg beigesetzt.
Wolkenstein heiratete Elisabeth von Montfort. Die Ehe blieb kinderlos. Das Schloss Rodeneck hatte er am 3. September 1498 an seinen Bruder Michael verkauft.